# Vita fiumana
Vita fiumana: Giornale settimanale d'Arte, di Scienza e di Letteratura (hrv. Riječki život: Tjedni časopis o umjetnosti, znanosti i književnosti), ili samo Vita fiumana, prvi je riječki književni časopis objavljivan 1896. i 1897. godine na talijanskome jeziku. Bavio se temama iz znanosti, umjetnosti i riječke povijesti, a kao suradnici se pojavljuju i afirmirani talijanski pjesnici od kojih su preuzeti poetski obrasci.:95 Glavni i odgovorni urednik bio je Francesco Vito.
Časopis Vita fiumana je, iako je samo godišnjak s književnim prilozima – s Almanacco Fiumano i Astrologo di Fiume – ostao zabilježen kao preteča časopisa s vrijednim literarnim sastavcima.:95
Časopis La Vedetta (hrv. Straža), glasilo društva Circolo letterario objavljivano 1906. i 1907., nastavlja rad Vita fiumane.:96